# Philip Richman von Platen
Philip Richman von Platen, född den 16 oktober 1856 i Östra Ljungby socken, Kristianstads län, död den 19 mars 1930 i Helsingborg, var en svensk militär. Han var son till Philip Baltzar von Platen.
von Platen blev underlöjtnant vid Skånska husarregementet 1877, löjtnant där 1884 och ryttmästare där 1896. Han var kompaniofficer vid Krigsskolan och lärare där 1893–1896. von Platen blev major vid Smålands husarregemente 1904, överstelöjtnant där 1907 och vid Livregementets husarer 1908. Han var chef för ridskolan på Strömsholm 1907–1908. von Platen befordrades till överste 1912 och var chef för Skånska husarregementet 1912–1916. Han blev riddare av Svärdsorden 1898 och kommendör av andra klassen av samma orden 1915. von Platen vilar på Källna kyrkogård.